# Карел Годин де Буфорт
Карел Годин де Буфорт (на нидерландски: Carel Godin de Beaufort) е бивш пилот от Формула 1. Роден на 10 април 1934 година в Маарсберген, Нидерландия.

## Формула 1
Карел Годин де Буфорт прави своя дебют във Формула 1 в Голямата награда на Германия през 1957 година. В световния шампионат записва 31 състезания като печели четири точки.